# Манандзари
Манандза́ри (малаг. Mananjary) — город на востоке Мадагаскара, в устье одноимённой реки. Административный центр одноимённого себе округа в районе Ватувави-Фитувинани в провинции Фианаранцуа. Население — 35 900 человек по оценке 2014 года. Порт на берегу Индийского океана и канала Ампангалана, обслуживает морские перевозки кофе, ванили, какао, оливок и риса. Соединён автомобильной дорогой с административным центром провинции Фианаранцуа, который находится в 220 километров к юго-западу.
В Манандзари есть порт и аэропорт.
Центр одноимённой епархии Католической церкви.

## Климат

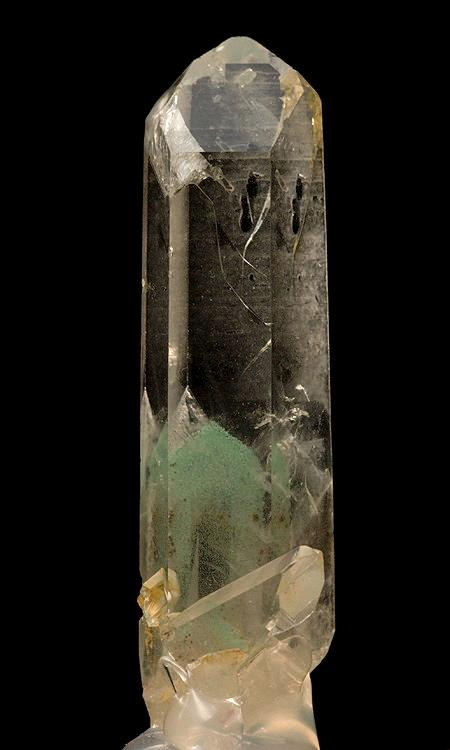
Кварц и фуксит (мелкочешуйчатый изумрудно-зелёный мусковит), найденный в Масумелука в округе

Климат влажный.
| Показатель                    | Янв. | Фев. | Март | Апр. | Май  | Июнь | Июль | Авг. | Сен. | Окт. | Нояб. | Дек. | Год  |
| ----------------------------- | ---- | ---- | ---- | ---- | ---- | ---- | ---- | ---- | ---- | ---- | ----- | ---- | ---- |
| Средний суточный максимум, °C | 29,0 | 29,4 | 28,7 | 27,6 | 26,0 | 24,6 | 23,8 | 23,9 | 24,8 | 25,8 | 27,0  | 28,3 | 26,5 |
| Средняя температура, °C       | 26,1 | 26,2 | 25,5 | 24,4 | 22,5 | 20,7 | 20,1 | 20,5 | 21,4 | 22,9 | 24,3  | 25,4 | 23,3 |
| Средний суточный минимум, °C  | 23,1 | 22,8 | 22,2 | 20,7 | 18,2 | 16,1 | 15,8 | 16,2 | 17,3 | 19,3 | 20,9  | 22,0 | 19,5 |
| Норма осадков, мм             | 334  | 388  | 345  | 234  | 197  | 179  | 205  | 164  | 110  | 135  | 174   | 256  | 2721 |
| Источник: World Climate       |      |      |      |      |      |      |      |      |      |      |       |      |      |

## Население
Население города стабильно растёт: если в 1975 году в Манандзари проживало 14 638 человек, а в 1993 году — 19 474 человек, в 2001 году (оценка) — 26 000 человек, в 2014 году (оценка) — 35 900 человек.

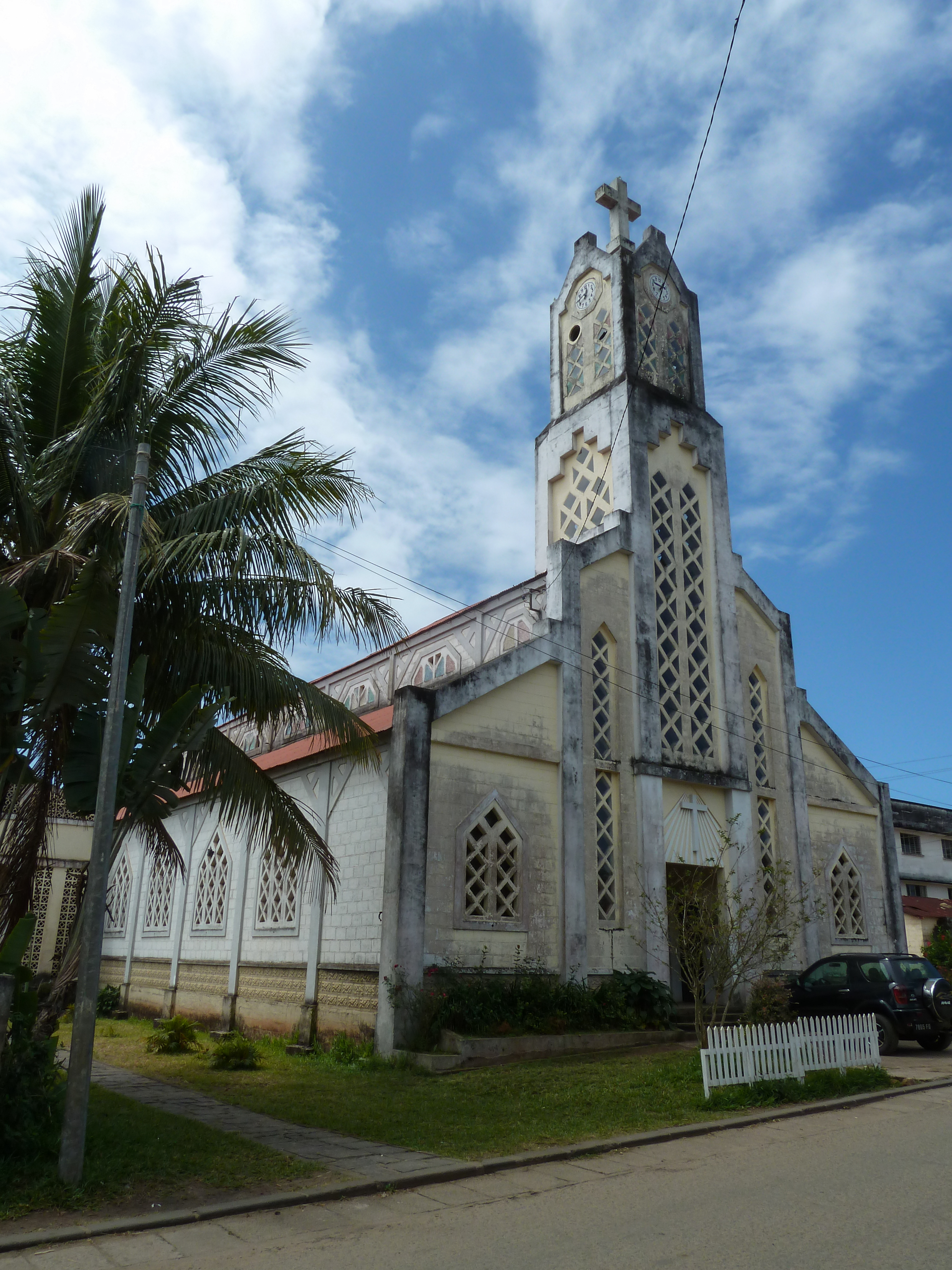
Католическая церковь
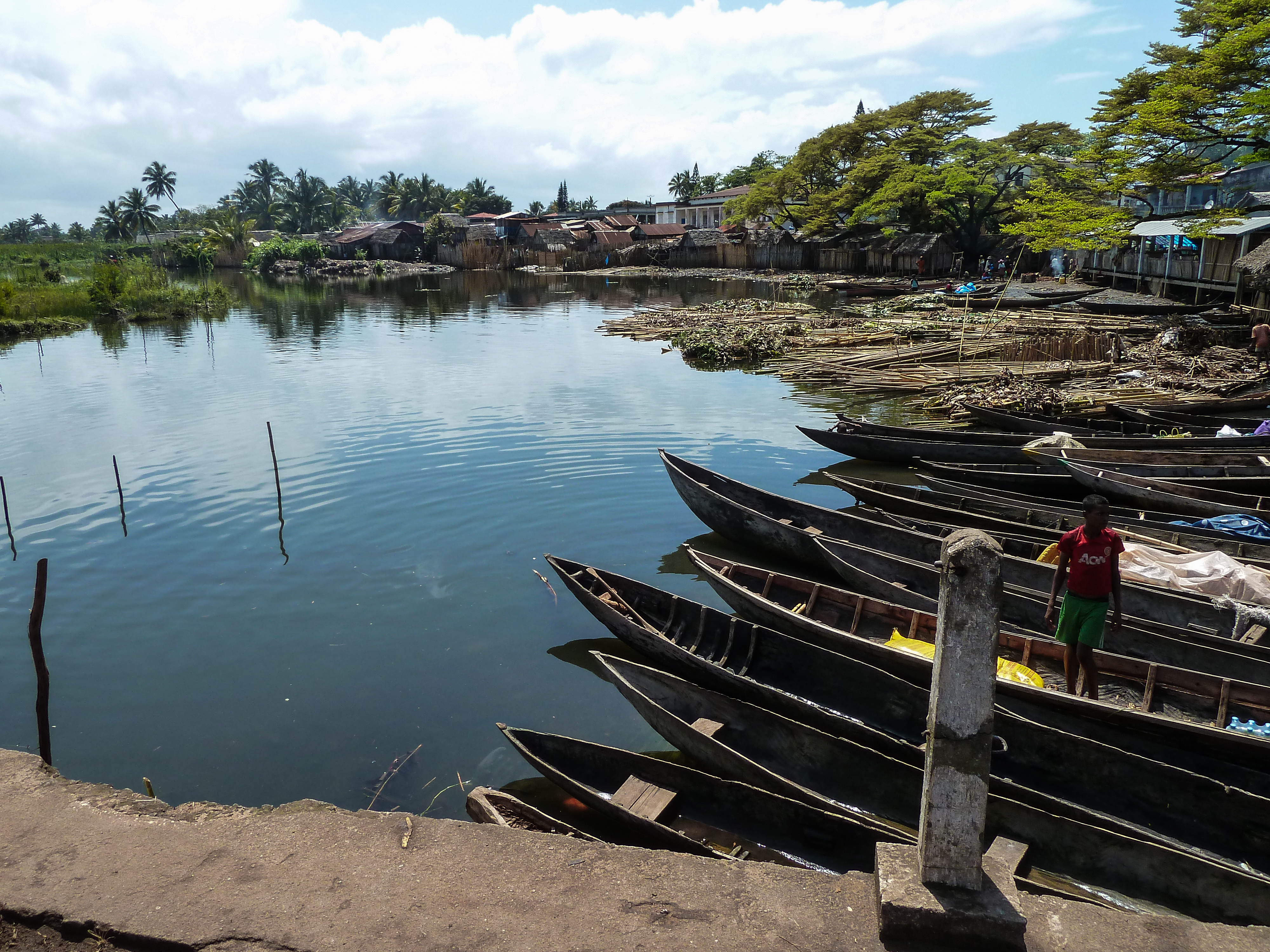
Лодки у причала
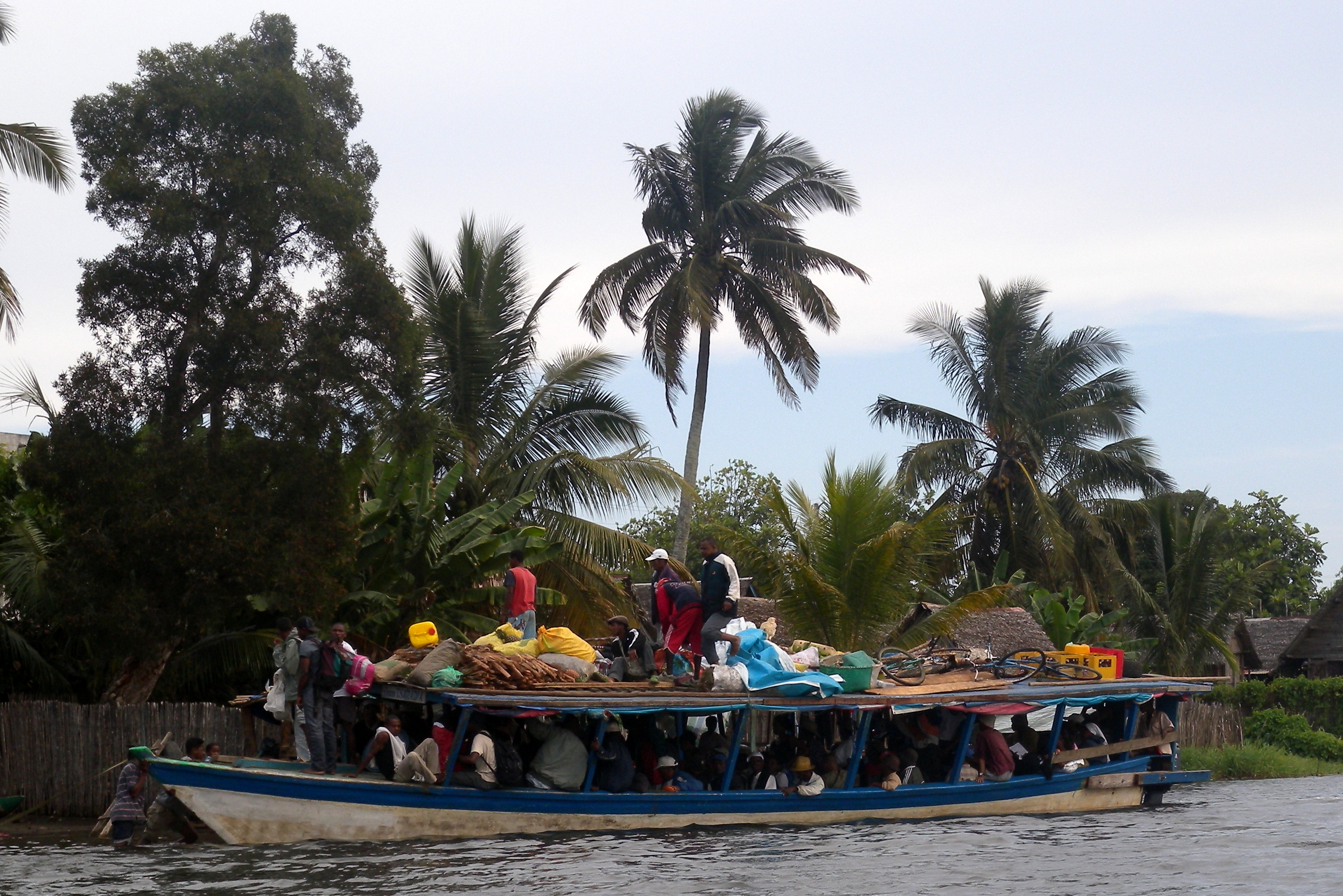
На судне у берегов Манандзари
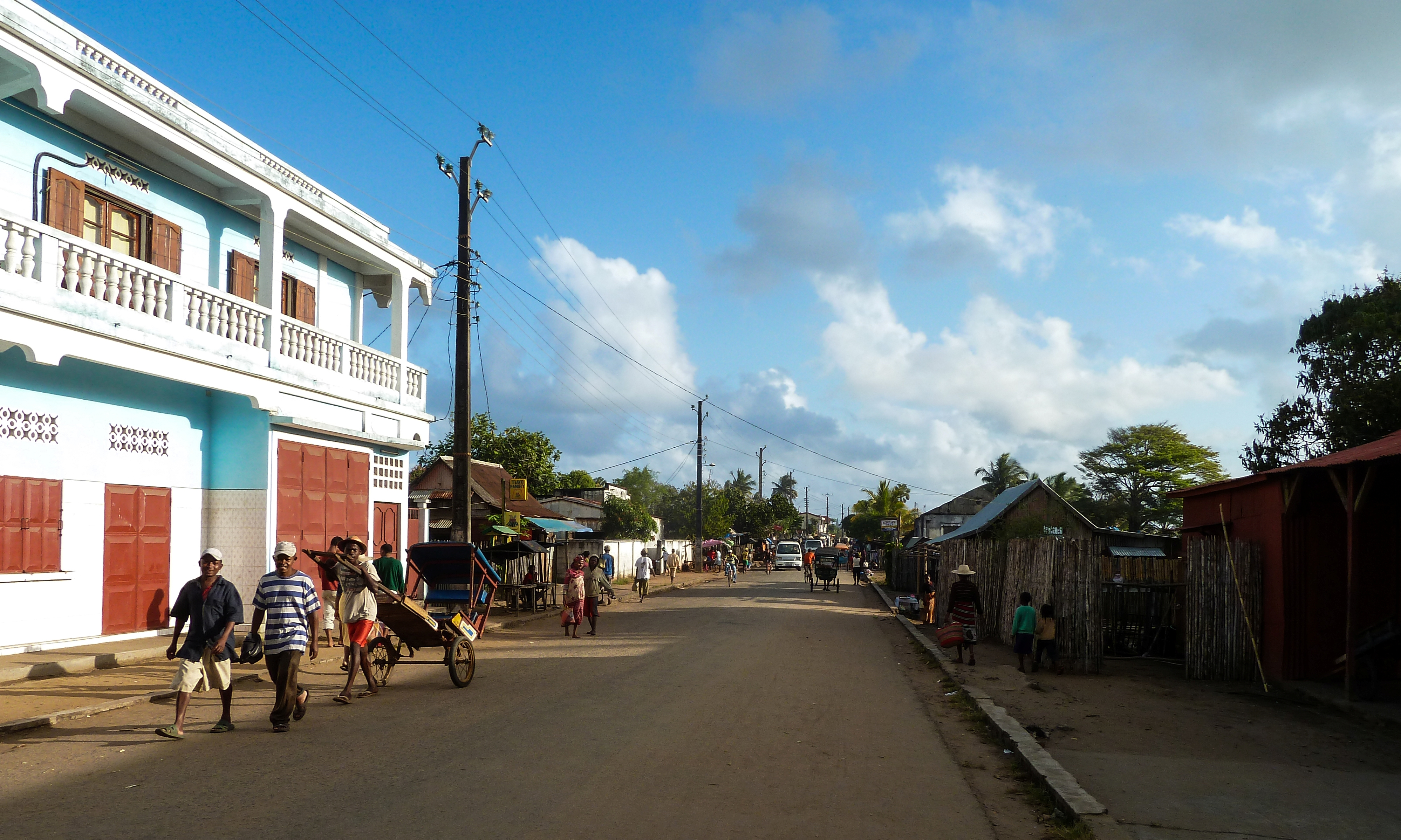
Одна из городских улиц
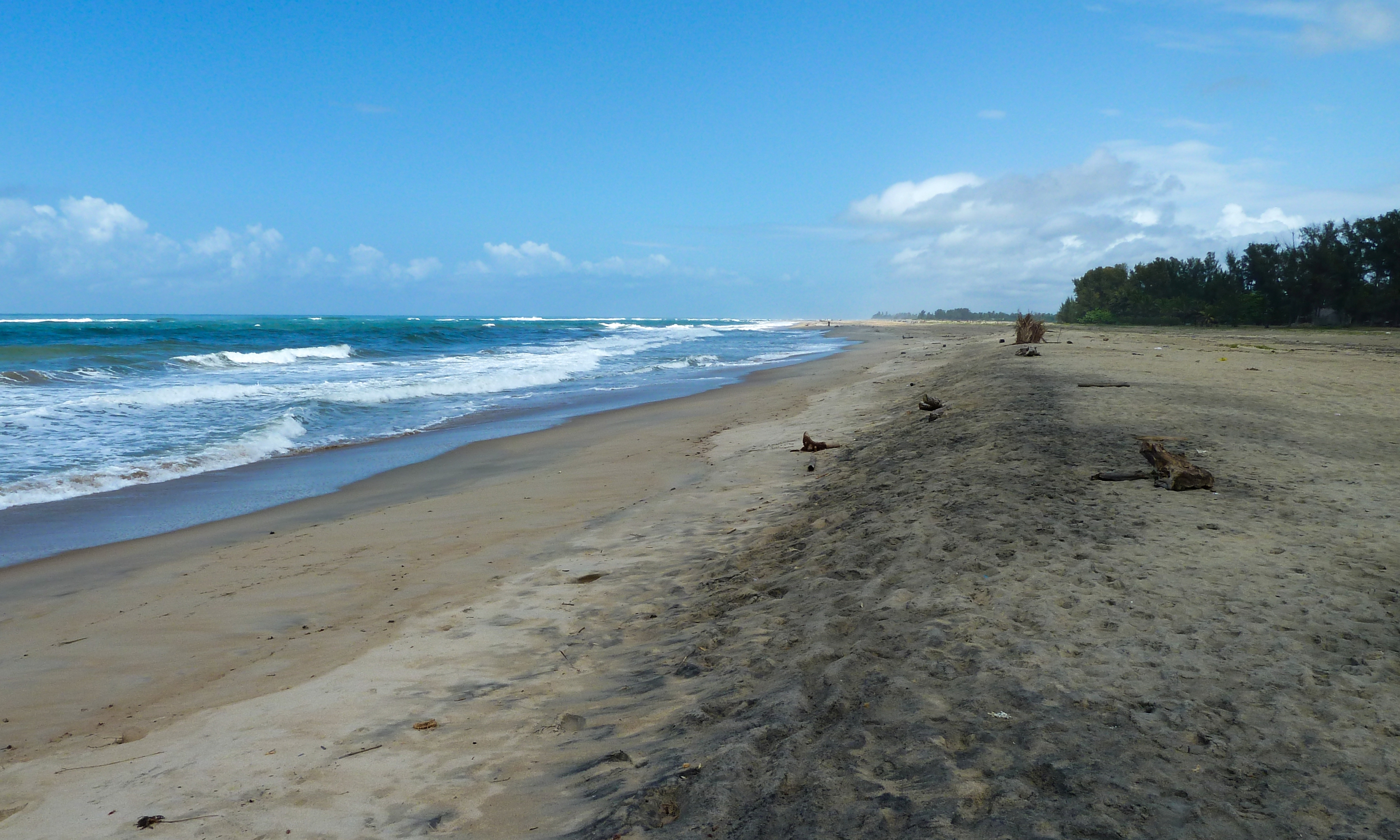
Пляж